# アメリカ合衆国国務次官（軍備管理・国際安全保障担当）
アメリカ合衆国において国務次官（軍備管理・国際安全保障担当）（こくむじかん くんひかんりこくさいあんぜんほしょうたんとう、Under Secretary for Arms Control and International Security Affairs）は、アメリカ合衆国国務省における役職の1つ。大統領および国務長官に対する上級顧問であり、軍備管理・不拡散・軍縮に関する問題を扱う。
大統領の指示の下で国家安全保障会議に関与し、武器管理・不拡散・軍縮について扱う下部会議に出席する。また国務長官を介して大統領ないし国家安全保障会議のメンバーと、武器管理・不拡散・軍縮の話題について意見交換を行う権利を有している。

## 歴史
1971年の対外援助法 (Pub.L. 92–226; 86 Stat. 28) により、上院の助言と承認の下で、政府の安全保障援助計画の調整を目的とする事務官を任命する権限が大統領に与えられた。この法律の下、大統領は「国務次官（安全保障援助計画調整担当）」の創設を命令した。その後国務省はこの役職に対し、国務次官（安全保障援助担当）という名称を割り当てた。1977年8月22日、国務省は役職名を国務次官（安全保障援助・科学・技術担当）と改称。
1990年4月30日、国務省は役職名を国務次官（国際安全保障担当）と改称。その後、安全保障援助計画の調整という職務に加えて、核不拡散、技術移転および戦略物資の統制管理、国際交流政策の調整、の役割が関連付けられていった。1994年5月12日、国務次官（軍備管理・国際安全保障担当）に改称。

## 歴代国務次官（軍備管理・国際安全保障担当）
| 代 | 氏名                                 | 氏名                                       | 任命           | 在任期間       | 在任期間       | 備考 |
| 代 | 氏名                                 | 氏名                                       | 任命           | 着任           | 退任           | 備考 |
| -- | ------------------------------------ | ------------------------------------------ | -------------- | -------------- | -------------- | ---- |
| 1  | 画像なし                             | カーティス・ウィリアム・ター               | 1972年5月1日   | 1972年5月2日   | 1973年11月25日 |      |
| 2  | 画像なし                             | ウィリアム・ヘンリー・ドナルドソン         | 1973年11月23日 | 1973年11月26日 | 1974年5月10日  |      |
| 3  | 画像なし                             | カーライル・エドワード・モー               | 1974年6月30日  | 1974年7月10日  | 1976年9月17日  |      |
| 4  | 画像なし                             | ルーシー・ウィルソン・ピーターズ・ベンソン | 1977年3月23日  | 1977年3月28日  | 1980年1月5日   |      |
| 5  | 画像なし                             | マシュー・ニミッツ                         | 1980年2月19日  | 1980年2月21日  | 1980年12月5日  |      |
| 6  | ジェイムズ・レイン・バックリー       | ジェイムズ・レイン・バックリー             | 1981年2月27日  | 1981年2月28日  | 1982年8月20日  |      |
| 7  | 画像なし                             | ウィリアム・シュナイダー                   | 1982年8月20日  | 1982年9月9日   | 1986年10月31日 |      |
| 8  | エド・ダーウィンスキ                 | エド・ダーウィンスキ                       | 1987年2月27日  | 1987年3月24日  | 1989年1月21日  |      |
| 9  | 画像なし                             | レジナルド・バーソロミュー                 | 1989年4月20日  | 1989年4月20日  | 1992年7月7日   |      |
| 10 | フランク・ジョージ・ウィズナー       | フランク・ジョージ・ウィズナー             | 1992年7月7日   | 1992年7月20日  | 1993年1月19日  |      |
| 11 | リン・エスリッジ・デイヴィス         | リン・エスリッジ・デイヴィス               | 1993年4月1日   | 1993年4月1日   | 1997年8月8日   |      |
| 12 | ジョン・デイヴィッド・ホルム         | ジョン・デイヴィッド・ホルム               | 1997年12月15日 | 1997年12月15日 | 2000年8月7日   |      |
| 12 | ジョン・デイヴィッド・ホルム         | ジョン・デイヴィッド・ホルム               | 2000年8月4日   | 2000年8月7日   | 2001年1月19日  |      |
| 13 | ジョン・ボルトン                     | ジョン・ボルトン                           | 2001年5月9日   | 2001年5月11日  | 2005年7月31日  |      |
| 14 | ロバート・ジョセフ                   | ロバート・ジョセフ                         | 2005年6月1日   | 2005年6月1日   | 2007年3月2日   |      |
| -  | ジョン・ルード                       | ジョン・ルード                             | 2007年5月22日  | 2007年9月26日  | 2009年1月20日  |      |
| 15 | エレン・オケイン・タウシャー         | エレン・オケイン・タウシャー               | 2009年6月27日  | 2009年6月27日  | 2012年2月7日   |      |
| 16 | ローズ・ゴッテモラー                 | ローズ・ゴッテモラー                       |                | 2012年2月7日   | 2016年10月12日 |      |
| -  | トーマス・カントリーマン             | トーマス・カントリーマン                   |                | 2016年10月12日 | 2017年1月27日  |      |
| -  | C・S・エリオット・カン               | C・S・エリオット・カン                     |                | 2017年1月27日  | 2018年1月9日   |      |
| -  | クリストファー・アシュリー・フォード | クリストファー・アシュリー・フォード       |                | 2018年1月9日   | 2018年4月30日  |      |
| 17 | アンドレア・トンプソン               | アンドレア・トンプソン                     |                | 2018年4月30日  | 2019年10月20日 |      |
| -  | クリストファー・アシュリー・フォード | クリストファー・アシュリー・フォード       |                | 2019年10月21日 | 2021年1月8日   |      |
| -  | マーシャル・ビリングスリー           | マーシャル・ビリングスリー                 |                | 2021年1月11日  | 2021年1月20日  |      |
| -  | C・S・エリオット・カン               | C・S・エリオット・カン                     |                | 2021年1月20日  | 2021年7月21日  |      |
| 18 | ボニー・ジェンキンス                 | ボニー・ジェンキンス                       |                | 2021年7月21日  | 2024年12月31日 |      |
| -  | C・S・エリオット・カン               | C・S・エリオット・カン                     |                | 2025年1月1日   | 2025年1月20日  |      |
| -  |                                      | ブレント・T・クリステンセン                |                | 2025年1月20日  | 現職           |      |